# CS Девы
CS Девы (лат. CS Virginis), HD 125248 — тройная звезда в созвездии Девы на расстоянии) приблизительно 284 световых лет (около 87 парсек) от Солнца. Визуальная звёздная величина звезды — от +5,95m до +5,84m. Возраст звезды определён как около 247 млн лет.
Стала первой Ap-звездой, у которой была установлена периодическая изменчивость магнитного поля.
Открыта Уильямом Уилсоном Морганом в 1931 году**.

## Характеристики
Первый компонент — белая вращающаяся переменная звезда типа Альфы² Гончих Псов (ACV) спектрального класса A0pCrEu, или A0p, или A0, или A1pEuCr, или A1EuCr, или ApSiCr. Масса — около 2,785 солнечной, радиус — около 1,887 солнечного, светимость — около 41,687 солнечной. Эффективная температура — около 9700 K.
Третий компонент — коричневый карлик. Масса — около 78,8 юпитерианской. Удалён в среднем на 1,945 а.е..